# Herasîmivka, Romnî
Herasîmivka (în ucraineană Герасимівка) este un sat în comuna Pustoviitivka din raionul Romnî, regiunea Sumî, Ucraina.

## Demografie
Componența lingvistică a localității Herasîmivka
     Ucraineană (97,95%)
     Rusă (1,56%)
Conform recensământului din 2001, majoritatea populației localității Herasîmivka era vorbitoare de ucraineană (97,95%), existând în minoritate și vorbitori de rusă (1,56%).